# Чемпионат СССР по лыжным гонкам 1968
40-й лично-командный чемпионат СССР по лыжным гонкам проводился в Отепя Эстонской ССР с 16 по 22 марта 1968 года. Соревнования проводились по пяти дисциплинам — гонки на 15 и 50 км, эстафета 4×10 км (мужчины), гонка на 10 км, эстафета 4х5 км (женщины).
Личный чемпионат СССР проводился в посёлке Ворохта Ивано-Франковской области с 13 по 15 января. Соревнования проводились по двум дисциплинам — гонки на 30 км (мужчины), гонка на 5 км (женщины).

## Медалисты

### Мужчины
|                  | Золото                                                                    | Серебро                                                            | Бронза                                                                                   |
| ---------------- | ------------------------------------------------------------------------- | ------------------------------------------------------------------ | ---------------------------------------------------------------------------------------- |
| Гонка на 15 км   | Симашев Федор «Динамо» Москва                                             | Наседкин Анатолий «Динамо» Москва                                  | Утробин Иван «Зенит» Московская область                                                  |
| Гонка на 30 км   | Тараканов Валерий Вооружённые Силы Ярославль                              | Веденин Вячеслав «Динамо» Москва                                   | Ворончихин Игорь «Буревестник» Москва                                                    |
| Гонка на 50 км   | Веденин Вячеслав «Динамо» Москва                                          | Симашев Федор «Динамо» Москва                                      | Утробин Иван «Зенит» Московская область                                                  |
| Эстафета 4х10 км | Москва Воронков Владимир Акентьев Анатолий Симашев Федор Веденин Вячеслав | Эстонская ССР Тейгамяки Аво Роонет Аре Кинкс Хайн Зеленцов Валерий | Свердловская область Грошев Александр Упоров Владислав Борисов Геннадий Дулесов Геннадий |

### Женщины
|                 | Золото                                                                                   | Серебро                                                               | Бронза                                                                        |
| --------------- | ---------------------------------------------------------------------------------------- | --------------------------------------------------------------------- | ----------------------------------------------------------------------------- |
| Гонка на 5 км   | Смирнова Алевтина «Труд» Горький                                                         | Кулакова Галина «Труд» Прокопьевск                                    | Салимжанова Фаадия «Спартак» Москва                                           |
| Гонка на 10 км  | Терехина Нина «Урожай» Московская область                                                | Колчина Алевтина «Динамо» Москва                                      | Кулакова Галина «Труд» Прокопьевск                                            |
| Эстафета 4х5 км | Свердловская область Елистратова Жанна Карулина Галина Пестрякова Татьяна Доронина Лидия | Москва Сергеева Людмила Чемезова Ольга Меньшикова Любовь Иванова Нина | Москва Пилюшенко Галина Салимжанова Фаадия Посникова Татьяна Колчина Алевтина |

Лично-командный чемпионат СССР (7-й) в лыжной гонке на 70 км среди мужчин проводился в Кандалакше 7 апреля 1968 года.

### Мужчины (70 км)
|                | Золото                                  | Серебро                           | Бронза                           |
| -------------- | --------------------------------------- | --------------------------------- | -------------------------------- |
| Гонка на 70 км | Утробин Иван «Зенит» Московская область | Наседкин Анатолий «Динамо» Москва | Веденин Вячеслав «Динамо» Москва |